# Corticarina irkutensis
Corticarina irkutensis is een keversoort uit de familie schimmelkevers (Latridiidae). De wetenschappelijke naam van de soort werd in 1968 gepubliceerd door Embrik Strand.